# غاريت موريس
غاريت موريس (بالإنجليزية: Garrett Morris)‏ هو ممثل أمريكي، ولد في 1 فبراير 1937 في الولايات المتحدة.

## أعمال

### أفلام
- (2005) الصالون
- (2015) الرجل النملة[4]

### مسلسلات
- فتاتان مفلستان
- فرقة العدالة

## وصلات خارجية
- غاريت موريس على موقع IMDb (الإنجليزية)
- غاريت موريس على موقع ألو سيني (الفرنسية)
- غاريت موريس على موقع ألو سيني (الفرنسية)
- غاريت موريس على موقع ميوزك برينز (الإنجليزية)
- غاريت موريس على موقع أول موفي (الإنجليزية)
- غاريت موريس على موقع أول موفي (الإنجليزية)
- غاريت موريس على موقع قاعدة بيانات برودواي على الإنترنت (الإنجليزية)
- غاريت موريس على موقع قاعدة بيانات الأفلام السويدية (السويدية)
- غاريت موريس على موقع إن إن دي بي (الإنجليزية)
- غاريت موريس على موقع ديسكوغز (الإنجليزية)